# Lithocarpus burkillii
Lithocarpus burkillii är en bokväxtart som beskrevs av Aimée Antoinette Camus. Lithocarpus burkillii ingår i släktet Lithocarpus och familjen bokväxter. IUCN kategoriserar arten globalt som sårbar. Inga underarter finns listade.